# مات نورمان
مات نورمان هو لاعب كرة القدم الكندية كندي، ولد في 20 يونيو 1988 في شاتوغيه في كندا.